# Florentin (Tel Aviv)

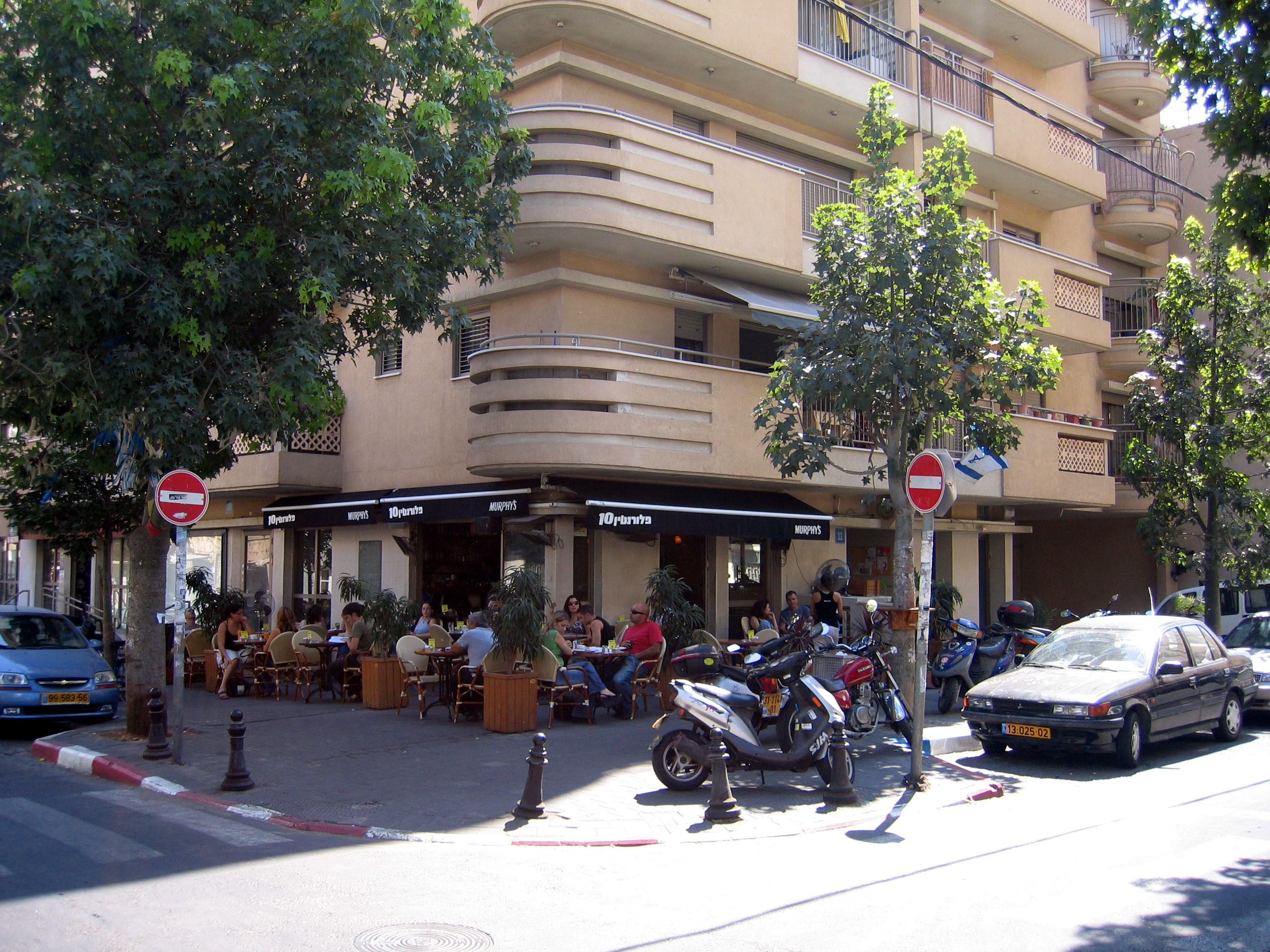
Zástavba v čtvrti Florentin

Florentin (hebrejsky: פלורנטין) je čtvrť v jižní části Tel Avivu v Izraeli. Je součástí správního obvodu Rova 8 a samosprávné jednotky Rova Darom.

## Geografie
Leží v jižní části Tel Avivu, cca 1,5 kilometru od pobřeží Středozemního moře, v nadmořské výšce okolo 20 metrů. Na jihu s ní sousedí čtvrť Giv'at Herzl, na východě Šapira a Neve Ša'anan, na západě Jaffa a na severu centrální část Tel Avivu.

## Popis čtvrti
Plocha čtvrti je vymezena na severu třídou Derech Jafo a Derech Jafo, na jihu Kibuc Galujot, na východě ulicí ha-Alija a na západě ulicí Elifelet. Zástavba má charakter husté blokové městské výstavby. V roce 2007 tu žilo 5191 lidí. 